# 인그레스 (데이터베이스)
인그레스 데이터베이스(Ingres Database, /ɪŋˈɡrɛs/)는 규모가 큰 상업용 및 정부용으로 사용되도록 고안된 사유 SQL 관계형 데이터베이스 관리 시스템이다.
2018년 4월에 Actian사가 HCL 테크놀로지스에 인수된다고 발표된 뒤 다운로드가 가능한 인증된 바이너리의 개발을 통제하고 전 세계를 대상으로 지원을 제공한다. 인그레스의 오픈 소스 릴리스가 존재했지만 Actian으로부터 더 이상 다운로드는 불가능하다. 그러나 깃허브에 여전히 소스 코드가 존재한다.

## 역사
인그레스는 캘리포니아 대학교 버클리의 연구 프로젝트로서 1970년대 초에 시작되어 1985년에 끝났다. 버클리의 다른 프로젝트들처럼 오리지널 코드는 BSD 허가서 버전으로 최소한의 비용으로 구매가 가능했다. 인그레스는 사이베이스, 마이크로소프트 SQL 서버, 논스톱 SQL 등 수많은 상업용 데이터베이스 애플리케이션을 낳았다.
Postgres(Post Ingres)라는 1980년대 중순에 시작된 프로젝트는 나중에 PostgreSQL로 발전하였다.